# Kristina Schuster
Kristina Schuster (* 20. September 1997 in Polling) ist eine deutsche Fußballspielerin, die von 2016 bis 2019 für das Frauenfußballteam „Wolfpack“ der North Carolina State University in Raleigh spielte.

## Karriere
Schuster spielte vom siebten bis 14. Lebensjahr zunächst in der Fußballabteilung des SV Polling, einem in ihrem Geburtsort ansässigen Sportverein, ehe sie 2011 in die Jugendabteilung des FC Bayern München wechselte. Mit den B-Juniorinnen gewann sie die deutsche Meisterschaft 2013 und 2014 und rückte während der Rückrunde der Saison 2013/14 in die zweite Mannschaft auf, für die sie am 23. März 2014 (15. Spieltag) bei der 0:2-Niederlage im Auswärtsspiel gegen den 1. FFC Frankfurt II in der 2. Bundesliga, mit Einwechslung für Antonia Heider in der 60. Minute, debütierte. Zur Saison 2014/15 rückte sie in die erste Mannschaft auf und kam am 7. September 2014 (2. Spieltag) beim 2:1-Sieg im Auswärtsspiel gegen den SC Freiburg zu ihrem Bundesligadebüt. Ihr erstes Tor im Seniorenbereich war der Treffer zum zwischenzeitlichen 1:1 beim 3:2-Sieg im Auswärtsspiel gegen den 1. FFC 08 Niederkirchen am 16. November 2014 (8. Spieltag). Anlässlich ihres 2016 begonnenen Studiums an der North Carolina State University spielte sie für dort für das Frauenfußballteam „Wolfpack“. Ihr Debüt gab sie am 19. August 2016 beim 6:1-Sieg im Auswärtsspiel gegen das Frauenfußballteam „La Salle“.

## Erfolge
- Deutscher Meister 2015
- Deutscher B-Juniorinnen-Meister 2014 (mit dem FC Bayern München)